# Riou-Marson
Ne doit pas être confondu avec Rou-Marson.
Pour les articles homonymes, voir Marson (homonymie).
Riou-Marson est une ancienne commune française de Maine-et-Loire qui a existé depuis la fin du XVIIIe siècle jusqu'en 1846.
Avant 1794, les deux anciennes paroisses et communes éphémères de Marson et de Riou fusionnent pour former la commune de Riou-Marson. En 1846, par ordonnance royale, la commune est rattachée à la commune de Rou ; la nouvelle commune ainsi créée prend le nom de Rou-Marson.